# Pšavi Aragvi
Pšavi Aragvi (gruzínsky ფშავის არაგვი, Pšavis Aragvi) je levý přítok řeky Aragvi v gruzínském kraji Mccheta-Mtianetie. Celé údolí řeky tvoří historickou provincii Pšavi.
Pramení na jižním svahu hlavního kavkazského hřebene nedaleko průsmyku Andaki. Zprvu protéká krátce jižním směrem, pak pokračuje západním směrem až k soutoku s Chevsureti Aragvi. Odtud pokračuje na jih, kde po 30 km ústí do severovýchodního cípu Žinvalské přehradní nádrže. Kartlijský hřbet se tyčí podél celého toku po levém břehu.